# Бовден
Бовден (англ. Bowden) — містечко в Канаді, у провінції Альберта, у складі муніципального району Ред-Дір.

## Населення
За даними перепису 2016 року, містечко нараховувало 1240 осіб, показавши скорочення на 0,1%, порівняно з 2011-м роком. Середня густина населення становила 442,8 осіб/км².
З офіційних мов обидвома одночасно володіли 35 жителів, тільки англійською — 1 200. Усього 50 осіб вважали рідною мовою не одну з офіційних.
Працездатне населення становило 650 осіб (64,4% усього населення), рівень безробіття — 15,4% (19,2% серед чоловіків та 10,5% серед жінок). 81,5% осіб були найманими працівниками, а 16,9% — самозайнятими.
Середній дохід на особу становив $41 796 (медіана $32 704), при цьому для чоловіків — $52 992, а для жінок $31 229 (медіани — $44 501 та $24 608 відповідно).
32,2% мешканців мали закінчену шкільну освіту, не мали закінченої шкільної освіти — 23,8%, 44,6% мали післяшкільну освіту, з яких 16,7% мали диплом бакалавра, або вищий.
| Статево-вікова структура населення | Статево-вікова структура населення | Статево-вікова структура населення | Статево-вікова структура населення | Статево-вікова структура населення |
| ---------------------------------- | ---------------------------------- | ---------------------------------- | ---------------------------------- | ---------------------------------- |
|                                    |                                    |                                    |                                    |                                    |
| Всього                             | Всього                             | 49,8%50,2%                         |                                    |                                    |
| 0 — 14 років                       | 0 — 14 років                       |                                    | 19%                                | 19%                                |
| 15 — 64 років                      | 15 — 64 років                      |                                    | 64,1%                              | 64,1%                              |
| 65 і більше                        | 65 і більше                        |                                    | 16,9%                              | 16,9%                              |
| 85 і більше                        | 85 і більше                        |                                    | 1,6%                               | 1,6%                               |
| Середній вік (років)               | Середній вік (років)               | 39,239,5                           | 39,4                               | 39,4                               |
| Медіана (років)                    | Медіана (років)                    | 38,937,9                           | 38,4                               | 38,4                               |
| — чоловіки — жінки                 |                                    |                                    |                                    |                                    |

| Походження мешканців:     | Походження мешканців:     | Походження мешканців: | Походження мешканців: | Походження мешканців: |
| ------------------------- | ------------------------- | --------------------- | --------------------- | --------------------- |
| Походження                |                           |                       | осіб                  | %                     |
| Корінні американці        | Корінні американці        |                       | 100                   | 8.06%                 |
| Інше північноамериканське | Інше північноамериканське |                       | 575                   | 46.37%                |
| Європейське               | Європейське               |                       | 905                   | 72.98%                |
| британське                | британське                |                       | 620                   | 50%                   |
| французьке                | французьке                |                       | 125                   | 10.08%                |
| українське                | українське                |                       | 55                    | 4.44%                 |
| Латинськоамериканське     | Латинськоамериканське     |                       | 10                    | 0.81%                 |
| Азійське                  | Азійське                  |                       | 50                    | 4.03%                 |

| Зайнятість населення за галузями (за класифікацією NOC): | Зайнятість населення за галузями (за класифікацією NOC): | Зайнятість населення за галузями (за класифікацією NOC): | Зайнятість населення за галузями (за класифікацією NOC): | Зайнятість населення за галузями (за класифікацією NOC): |
| -------------------------------------------------------- | -------------------------------------------------------- | -------------------------------------------------------- | -------------------------------------------------------- | -------------------------------------------------------- |
|                                                          |                                                          |                                                          |                                                          |                                                          |
| Управління                                               | Управління                                               |                                                          | 5,5%                                                     | 5,5%                                                     |
| Бізнес, фінанси та адміністрування                       | Бізнес, фінанси та адміністрування                       |                                                          | 10,2%                                                    | 10,2%                                                    |
| Природничі та прикладні науки                            | Природничі та прикладні науки                            |                                                          | 8,6%                                                     | 8,6%                                                     |
| Охорона здоров'я                                         | Охорона здоров'я                                         |                                                          | 4,7%                                                     | 4,7%                                                     |
| Освіта, правозахист, муніципальні та урядові служби      | Освіта, правозахист, муніципальні та урядові служби      |                                                          | 7%                                                       | 7%                                                       |
| Мистецтво, культура, відпочинок та спорт                 | Мистецтво, культура, відпочинок та спорт                 |                                                          | 1,6%                                                     | 1,6%                                                     |
| Роздрібна торгівля та послуги                            | Роздрібна торгівля та послуги                            |                                                          | 18%                                                      | 18%                                                      |
| Гуртова торгівля, транспорт та обладнання                | Гуртова торгівля, транспорт та обладнання                |                                                          | 30,5%                                                    | 30,5%                                                    |
| Природні ресурси, сільське господарство                  | Природні ресурси, сільське господарство                  |                                                          | 9,4%                                                     | 9,4%                                                     |
| Виробництво                                              | Виробництво                                              |                                                          | 3,9%                                                     | 3,9%                                                     |

## Клімат
Середня річна температура становить 2,8°C, середня максимальна – 21,7°C, а середня мінімальна – -18,4°C. Середня річна кількість опадів – 455 мм.
| Клімат поселення                              | Клімат поселення | Клімат поселення | Клімат поселення | Клімат поселення | Клімат поселення | Клімат поселення | Клімат поселення | Клімат поселення | Клімат поселення | Клімат поселення | Клімат поселення | Клімат поселення | Клімат поселення |
| Показник                                      | Січ.             | Лют.             | Бер.             | Квіт.            | Трав.            | Черв.            | Лип.             | Серп.            | Вер.             | Жовт.            | Лист.            | Груд.            |                  |
| Середній максимум, °C                         | −5,4             | −2,28            | 2,81             | 10,17            | 15,92            | 19,77            | 21,70            | 21,40            | 16,40            | 11,04            | 2,26             | −3,56            |                  |
| Середня температура, °C                       | −11,9            | −8,78            | −3,69            | 3,68             | 9,42             | 13,27            | 15,47            | 15,16            | 10,16            | 4,82             | −3,98            | −9,8             |                  |
| Середній мінімум, °C                          | −18,41           | −15,27           | −10,2            | −2,84            | 2,92             | 6,76             | 9,23             | 8,93             | 3,93             | −1,43            | −10,21           | −16,03           |                  |
| Норма опадів, мм                              | 17               | 13               | 19               | 19               | 51               | 86               | 83               | 64               | 52               | 19               | 15               | 17               |                  |
| Середньомісячна швидкість вітру, м/с          | 3.32             | 3.30             | 3.55             | 3.80             | 3.80             | 3.50             | 3.10             | 3.00             | 3.27             | 3.50             | 3.50             | 3.40             |                  |
| Середньомісячна сонячна радіація, кДж/м²·день | 3861             | 7221             | 12457            | 17373            | 20767            | 21948            | 22710            | 19258            | 13328            | 8039             | 4132             | 2921             |                  |
| --------------------------------------------- | ---------------- | ---------------- | ---------------- | ---------------- | ---------------- | ---------------- | ---------------- | ---------------- | ---------------- | ---------------- | ---------------- | ---------------- | ---------------- |
| Джерело:                                      |                  |                  |                  |                  |                  |                  |                  |                  |                  |                  |                  |                  |                  |